# 李磊 (1971年)
李磊（1971年5月—），汉族，山东滕州人，中华人民共和国政治人物、软件工程师，原中央军委委员、中国人民解放军总政治部主任李继耐之子，曾任云南省人民政府省长助理、中共德宏州委书记。中共十八大代表。2020年落马。

## 生平
1989年，李磊进入北京大学物理学系理论物理专业班学习，1990年转至国防科技大学计算机系计算机专业，1996年起同时在哈尔滨工业大学攻读通信与电子系统第二博士学位，1998年5月加入中国共产党。1999年获得计算机、通信与电子系统双博士学位，随后进入清华大学公共管理学院公共管理专业从事博士后工作。先后担任清华大学公共管理信息网络中心主管、中国科学院研究员、博士生导师、中国科学院软件研究所所长助理、副总工程师、电子政务研究中心主任等职。2003年出任中科院软件所副所长。2005年调至云南省，任云南省人民政府省长助理、省政府党组成员，时任云南省长为2019年落马的秦光荣。2006年兼任中国科学院昆明分院党组书记、副院长。2011年12月，下放地方，任中共德宏州委书记，兼德宏军分区党委第一书记，时年40岁，为当时中国最年轻的正厅级地（市、州）委书记。
2014年1月，李磊因病辞去公职，外界曾有传言其遁入佛门。
2020年12月25日，云南省纪委监委消息，李磊涉嫌严重职务违法，正在接受云南省监察委员会监察调查。